# Temporada da WTA de 2020
A temporada da WTA de 2020 foi o circuito feminino das tenistas profissionais de elite para o ano em questão. A Associação de Tênis Feminino (WTA) organiza a maioria dos eventos – os WTA Premier 5, WTA Premier, WTA International e o de fim de temporada (WTA Finals), enquanto que a Federação Internacional de Tênis (ITF) tem os torneios do Grand Slam, o evento tenístico dos Jogos Olímpicos e a Fed Cup.
O início se dá uma semana depois do normal, já dentro do ano vigente. Devido aos Jogos Olímpicos, os torneios das semanas próximas ao evento, que ocorre entre julho e agosto, são reorganizados. Depois de a Copa Davis ser reformada em 2019, agora é a vez da Fed Cup, que não encerra mais a temporada - o WTA Finals que faz as vezes. O evento de nações da ITF tem agora apenas duas datas principais - não considerando os zonais - o qualificatório, em fevereiro, e as finais, em abril. No entanto, devido à pandemia de COVID-19, todas as disputas depois de março, incluindo o WTA Finals, não ocorreram, e foram adiadas para 2021.

## Transmissão
Esta é a lista de países e canais designados a transmitir os torneios organizados pela WTA durante a temporada em questão. Nenhum país lusófono se fez presente.
| País(es)                                                                                                 | Canal(is)                  |
| Países avulsos                                                                                           |                            |
| --- | -------------------------- |
| internet (mundialmente)                                                                                  | WTA TV                     |
| Américas                                                                                                 |                            |
| Canadá                                                                                                   | DAZN TSN TVA Sports [en]   |
| Estados Unidos                                                                                           | Tennis Channel             |
| Ásia |                            |
| China | iQIYI                      |
| Filipinas                                                                                                | Live+ (Tap Go) [en]        |
| Geórgia                                                                                                  | Ajara TV [en] Silknet [en] |
| Hong Kong                                                                                                | Now TV [en]                |
| Indonésia                                                                                                | Emtek [en]                 |
| Israel                                                                                                   | Charlton                   |
| Japão | DAZN                       |
| Singapura                                                                                                | StarHub                    |
| Tailândia                                                                                                | TrueVisions [en]           |
| Taiwan                                                                                                   | Sportcast                  |
| Turquia                                                                                                  | beIN Sports                |
| Europa                                                                                                   |                            |
| Bielorrússia                                                                                             | Belarus TV                 |
| Bulgária                                                                                                 | Bulsatcom                  |
| Chéquia                                                                                                  | O2 [en]                    |
| Dinamarca                                                                                                | TV 2                       |
| Eslováquia                                                                                               | RTVS [en]                  |
| Estónia                                                                                                  | Telia TV [en]              |
| Grécia                                                                                                   | Cosmote TV [en]            |
| Hungria                                                                                                  | Digi Sport Hungria [en]    |
| Letónia                                                                                                  | Best4Sport TV              |
| Países Baixos                                                                                            | Fox Sports                 |
| Polónia                                                                                                  | TVP (TVP Sport)            |
| Roménia                                                                                                  | Digi Sport Romênia [en]    |
| Rússia                                                                                                   | Eurosport                  |
| Ucrânia                                                                                                  | Setanta Sports [en]        |
| Oceania                                                                                                  |                            |
| Austrália                                                                                                | beIN Sports                |
| Nova Zelândia                                                                                            | Spark TV [en]              |
| Regiões                                                                                                  |                            |
| Caribe                                                                                                   | SportsMax [es]             |
| Norte da África Oriente Médio                                                                            | beIN Sports                |
| Agrupamentos                                                                                             |                            |
| Ásia |                            |
| Brunei · Malásia                                                                                         | Astro [en]                 |
| Europa                                                                                                   |                            |
| Albânia · Bósnia e Herzegovina · Croácia · Eslovénia · Kosovo · Macedónia do Norte · Montenegro · Sérvia | Sport Klub [en]            |
| Alemanha · Áustria · Espanha · Liechtenstein · Suíça                                                     | DAZN                       |
| Bélgica · França · Luxemburgo · Mónaco                                                                   | beIN Sports                |
| Finlândia · Islândia · Noruega · Suécia                                                                  | NENT [en]                  |
| Irlanda · Reino Unido                                                                                    | Amazon                     |
| Itália · San Marino · Vaticano                                                                           | SuperTennis                |

## Calendário

### Países
| Torneios | País(es)                                         | País(es)                                     |
| -------- | ------------------------------------------------ | -------------------------------------------- |
| 4        | Austrália                                        | Austrália                                    |
| 3        | Estados Unidos                                   | França                                       |
| 2        | Chéquia · Itália                                 | México                                       |
| 1        | Áustria · Catar · China · Emirados Árabes Unidos | Nova Zelândia · Rússia · Tailândia · Turquia |

### Mudanças
- Torneio(s):
  - Debutantes: Albany (depois cancelado), Bad Homburg (depois cancelado), Lexington, Lyon e Ostrava;
  - Extintos: Budapeste, Copa Hopman, Lugano, Maiorca, Nova York, Nuremberg, Osaka, Sydney e Tashkent;
  - Cancelados: Albany, Bad Homburg, Berlim, Birmingham, Bogotá, Bucareste, Cantão, Charleston, Debrecen, Eastbourne, Elite Trophy, Finals, Hiroshima, Hong Kong, Indian Wells, Jūrmala, Lausanne, Luxemburgo, Madri, Miami, Montreal, Moscou, Nanchang, Nottingham, Pequim, Rabat, 's-Hertogenbosch, San José, Seul, Stuttgart, Tianjin, Tóquio, Washington, Wimbledon, Wuhan e Zhengzhou;
  - Adiados: Estrasburgo (maio para setembro), Fed Cup (Finals e play-offs, para 2021), Istambul (abril para setembro), Jogos Olímpicos, Linz (outubro para novembro), Madri (maio para setembro; depois cancelado), Palermo (julho para agosto), Praga (abril para agosto), Torneio de Roland Garros (para final de setembro/começo de outubro) e Roma (maio para setembro);
  - Retomados: Adelaide, Berlim (depois cancelado) e Tóquio (depois cancelado);
  - Rebaixado: Birminghan (Premier para International);
  - Transferido: Cincinnati (para Nova York, apenas nesta edição).

- Datas:
  - Cinco semanas antes: Monterrey;

Por causa das Olimpíadas e do novo formato da Fed Cup, sem mais data ao final em novembro e fase Finais em abril, a temporada começou uma semana mais tarde (não no final do ano anterior) e possui uma semana a menos (eram 45 há muitos anos, agora passando para 44). Acima, somente os deslocamentos de data mais longos.
- Movimentações de rotina:
  - Categoria: Doha (WTA Premier para WTA Premier 5) e Dubai (WTA Premier 5 para WTA Premier);
  - Entraria: Tênis nos Jogos Olímpicos (4 em 4 anos; mas foi adiado em um ano).

### Mês a mês

#### Legenda
Abaixo estão exemplos, com explicações usando o elemento dica de contexto. Basta passar o cursor sobre cada linha pontilhada para lê-las.
| Semana de                   | Torneio                                                                                        | Campeã(s)(o/ões)            | Vice-campeã(s)(o/ões)     | Resultado            |
| --------------------------- | ---------------------------------------------------------------------------------------------- | --------------------------- | ------------------------- | -------------------- |
| 16 de janeiro 23 de janeiro | Australian Open · Melbourne, Austrália · Grand Slam · A$ 12.176.550 – duro – 128S•96Q•64D•32DM | jogador(a) 1                | jogador(a) 2              | 7–61, 4–6, 7–6(10–6) |
| 16 de janeiro 23 de janeiro | Australian Open · Melbourne, Austrália · Grand Slam · A$ 12.176.550 – duro – 128S•96Q•64D•32DM | jogador(a) 3 · jogador(a) 4 | jogador(a) 5 jogador(a) 6 | 4–6, 6–4, [11–9]     |
| 16 de janeiro 23 de janeiro | Australian Open · Melbourne, Austrália · Grand Slam · A$ 12.176.550 – duro – 128S•96Q•64D•32DM | jogadora 7 jogador 8        | jogadora 9 jogador 10     | 6–2, 4–6, [10–3]     |

| Casos excepcionais | Premiação               | Grand Slam | Grand Slam | Grand Slam |
| Casos excepcionais | Premiação               | Variável   |            |            |
| Casos excepcionais | Número de participantes | QD         | E          |            |
| Casos excepcionais | Ordenação dos torneios  |            |            |            |

| Ícones | Clicável      |                                        |                                           |
| Ícones | Clicável      | edição do torneio                      |                                           |
| Ícones | Não-clicáveis |                                        | primeiro título conquistado na modalidade |
| Ícones | Não-clicáveis | o(a) jogador(a)/país defendeu o título |                                           |

#### Janeiro
| Semana de                   | Torneio                                                                                   | Campeã(s)(o/ões)                      | Vice-campeã(s)(o/ões)              | Resultado         |
| --------------------------- | ----------------------------------------------------------------------------------------- | ------------------------------------- | ---------------------------------- | ----------------- |
| 6 de janeiro                | Brisbane International Brisbane, Austrália WTA Premier US$ 1.500.000 – duro – 30S•32Q•16D | Karolína Plíšková                     | Madison Keys                       | 6–4, 4–6, 7–5     |
| 6 de janeiro                | Brisbane International Brisbane, Austrália WTA Premier US$ 1.500.000 – duro – 30S•32Q•16D | Hsieh Su-wei Barbora Strýcová         | Ashleigh Barty Kiki Bertens        | 3–6, 7–67, [10–8] |
| 6 de janeiro                | ASB Classic Auckland, Nova Zelândia WTA International US$ 275.000 – duro – 32S•32Q•16D    | Serena Williams                       | Jessica Pegula                     | 6–3, 6–4          |
| 6 de janeiro                | ASB Classic Auckland, Nova Zelândia WTA International US$ 275.000 – duro – 32S•32Q•16D    | Asia Muhammad · Taylor Townsend       | Serena Williams Caroline Wozniacki | 6–4, 6–4          |
| 6 de janeiro                | Shenzhen Open Shenzhen, China WTA International US$ 775.000 – duro – 32S•16Q•16D          | Ekaterina Alexandrova                 | Elena Rybakina                     | 6–2, 6–4          |
| 6 de janeiro                | Shenzhen Open Shenzhen, China WTA International US$ 775.000 – duro – 32S•16Q•16D          | Barbora Krejčíková Kateřina Siniaková | Duan Yingying Zheng Saisai         | 6–2, 3–6, [10–4]  |
| 13 de janeiro               | Adelaide International Adelaide, Austrália WTA Premier US$ 848.000 – duro – 30S•24Q•16D   | Ashleigh Barty                        | Dayana Yastremska                  | 6–2, 7–5          |
| 13 de janeiro               | Adelaide International Adelaide, Austrália WTA Premier US$ 848.000 – duro – 30S•24Q•16D   | Nicole Melichar Xu Yifan              | Gabriela Dabrowski Darija Jurak    | 2–6, 7–5, [10–5]  |
| 13 de janeiro               | Hobart International Hobart, Austrália WTA International US$ 275.000 – duro – 32S•24Q•16D | Elena Rybakina                        | Zhang Shuai                        | 7–67, 6–3         |
| 13 de janeiro               | Hobart International Hobart, Austrália WTA International US$ 275.000 – duro – 32S•24Q•16D | Nadiia Kichenok Sania Mirza           | Peng Shuai Zhang Shuai             | 6–4, 6–4          |
| 20 de janeiro 27 de janeiro | Australian Open Melbourne, Austrália Grand Slam A$ 32.846.000 – duro – 128S•128Q•64D•32DM | Sofia Kenin                           | Garbiñe Muguruza                   | 4–6, 6–2, 6–2     |
| 20 de janeiro 27 de janeiro | Australian Open Melbourne, Austrália Grand Slam A$ 32.846.000 – duro – 128S•128Q•64D•32DM | Tímea Babos Kristina Mladenovic       | Hsieh Su-wei Barbora Strýcová      | 6–2, 6–1          |
| 20 de janeiro 27 de janeiro | Australian Open Melbourne, Austrália Grand Slam A$ 32.846.000 – duro – 128S•128Q•64D•32DM | Barbora Krejčíková · Nikola Mektić    | Bethanie Mattek-Sands Jamie Murray | 5–7, 6–4, [10–1]  |

#### Fevereiro
| Semana de       | Torneio | Campeã(s)                                                                                    | Vice-campeã(s)                                                                             | Resultado                                                          |
| --------------- | --- | -------------------------------------------------------------------------------------------- | ------------------------------------------------------------------------------------------ | ------------------------------------------------------------------ |
| 3 de fevereiro  | Fed Cup: qualificatório Everett, Estados Unidos – duro (coberto) Haia, Países Baixos – saibro (coberto) Cluj-Napoca, Romênia – duro (coberto) Florianópolis, Brasil – saibro Cartagena, Espanha – saibro Bienna, Suíça – duro (coberto) Courtrai, Bélgica – duro (coberto) Bratislava, Eslováquia – saibro (coberto) Competição de longa duração entre países | · Estados Unidos · Bielorrússia · Rússia · Alemanha · Espanha · Suíça · Bélgica · Eslováquia | · Letónia · Países Baixos · Roménia · Brasil · Japão · Canadá · Cazaquistão · Grã-Bretanha | 3–2 4–0 3–1 3–1                                                    |
| 10 de fevereiro | St. Petersburg Ladies Trophy São Petersburgo, Rússia WTA Premier US$ 848.000 – duro (coberto) – 28S•24Q•16D | Kiki Bertens                                                                                 | Elena Rybakina                                                                             | 6–1, 6–3                                                           |
| 10 de fevereiro | St. Petersburg Ladies Trophy São Petersburgo, Rússia WTA Premier US$ 848.000 – duro (coberto) – 28S•24Q•16D | Shuko Aoyama Ena Shibahara                                                                   | Kaitlyn Christian Alexa Guarachi                                                           | 4–6, 6–0, [10–3]                                                   |
| 10 de fevereiro | GSB Thailand Open Hua Hin, Tailândia WTA International US$ 275.000 – duro – 32S•24Q•16D | Magda Linette                                                                                | Leonie Küng                                                                                | 6–3, 6–2                                                           |
| 10 de fevereiro | GSB Thailand Open Hua Hin, Tailândia WTA International US$ 275.000 – duro – 32S•24Q•16D | Arina Rodionova · Storm Sanders                                                              | Barbara Haas Ellen Perez                                                                   | 6–3, 6–3                                                           |
| 17 de fevereiro | Dubai Duty Free Tennis Championships Dubai, Emirados Árabes Unidos WTA Premier US$ 2.908.770 – duro – 30S•48Q•28D | Simona Halep                                                                                 | Elena Rybakina                                                                             | 3–6, 6–3, 7–65                                                     |
| 17 de fevereiro | Dubai Duty Free Tennis Championships Dubai, Emirados Árabes Unidos WTA Premier US$ 2.908.770 – duro – 30S•48Q•28D | Hsieh Su-wei · Barbora Strýcová                                                              | Barbora Krejčíková Zheng Saisai                                                            | 7–5, 3–6, [10–5]                                                   |
| 17 de fevereiro | Hungarian Ladies Open Debrecen, Hungria WTA International US$ 275.000 – duro (coberto) – 32S•24Q•16D | Cancelado devido a erro de comunicação entre organizadores e a WTA                           | Cancelado devido a erro de comunicação entre organizadores e a WTA                         | Cancelado devido a erro de comunicação entre organizadores e a WTA |
| 24 de fevereiro | Qatar Total Open Doha, Catar WTA Premier 5 US$ 3.240.445 – duro – 56S•32Q•28D | Aryna Sabalenka                                                                              | Petra Kvitová                                                                              | 6–3, 6–3                                                           |
| 24 de fevereiro | Qatar Total Open Doha, Catar WTA Premier 5 US$ 3.240.445 – duro – 56S•32Q•28D | Hsieh Su-wei Barbora Strýcová                                                                | Gabriela Dabrowski Jeļena Ostapenko                                                        | 6–2, 5–7, [10–5]                                                   |
| 24 de fevereiro | Abierto Mexicano Telcel Acapulco, México WTA International US$ 275.000 – duro – 32S•24Q•16D | Heather Watson                                                                               | Leylah Fernandez                                                                           | 6–4, 86–7, 6–1                                                     |
| 24 de fevereiro | Abierto Mexicano Telcel Acapulco, México WTA International US$ 275.000 – duro – 32S•24Q•16D | Desirae Krawczyk Giuliana Olmos                                                              | Kateryna Bondarenko Sharon Fichman                                                         | 6–3, 7–65                                                          |

#### Março
| Semana de               | Torneio | Campeã(s)                               | Vice-campeã(s)                            | Resultado                               |
| ----------------------- | --- | --------------------------------------- | ----------------------------------------- | --------------------------------------- |
| 2 de março              | Open 6ème Sens Métropole de Lyon Lyon, França WTA International US$ 275.000 – duro (coberto) – 32S•24Q•16D | Sofia Kenin                             | Anna-Lena Friedsam                        | 6–2, 4–6, 6–4                           |
| 2 de março              | Open 6ème Sens Métropole de Lyon Lyon, França WTA International US$ 275.000 – duro (coberto) – 32S•24Q•16D | Laura Ioana Paar · Julia Wachaczyk      | Lesley Pattinama Kerkhove Bibiane Schoofs | 7–5, 6–4                                |
| 2 de março              | Abierto GNP Seguros Monterrey, México WTA International US$ 275.000 – duro – 32S•24Q•16D                   | Elina Svitolina                         | Marie Bouzková                            | 7–5, 4–6, 6–4                           |
| 2 de março              | Abierto GNP Seguros Monterrey, México WTA International US$ 275.000 – duro – 32S•24Q•16D                   | Kateryna Bondarenko Sharon Fichman      | Miyu Kato Wang Yafan                      | 4–6, 6–3, [10–7]                        |
| 9 de março 16 de março  | BNP Paribas Open Indian Wells, Estados Unidos WTA Premier Mandatory US$ – duro – 96S•48Q•32D               | Cancelado devido à pandemia de COVID-19 | Cancelado devido à pandemia de COVID-19   | Cancelado devido à pandemia de COVID-19 |
| 23 de março 30 de março | Miami Open Miami, Estados Unidos WTA Premier Mandatory US$ – duro – 96S•48Q•32D                            | Cancelado devido à pandemia de COVID-19 | Cancelado devido à pandemia de COVID-19   | Cancelado devido à pandemia de COVID-19 |

#### Abril
| Semana de   | Torneio | Campeã(s)                                                          | Vice-campeã(s)                                                     | Resultado                                                          |
| ----------- | --- | ------------------------------------------------------------------ | ------------------------------------------------------------------ | ------------------------------------------------------------------ |
| 6 de abril  | Volvo Car Open Charleston, Estados Unidos WTA Premier US$ 848.000 – saibro (verde) – 56S•32Q•16D                    | Cancelado devido à pandemia de COVID-19                            | Cancelado devido à pandemia de COVID-19                            | Cancelado devido à pandemia de COVID-19                            |
| 6 de abril  | Copa Colsanitas Bogotá, Colômbia WTA International US$ 275.000 – saibro – 32S•24Q•16D                               | Cancelado devido à pandemia de COVID-19                            | Cancelado devido à pandemia de COVID-19                            | Cancelado devido à pandemia de COVID-19                            |
| 13 de abril | Fed Cup: Finais Budapeste, Hungria Competição de longa duração entre países US$ 12.000.000 – saibro (coberto) – 18E | Restante do torneio adiado para 2021 devido à pandemia de COVID-19 | Restante do torneio adiado para 2021 devido à pandemia de COVID-19 | Restante do torneio adiado para 2021 devido à pandemia de COVID-19 |
| 20 de abril | Porsche Tennis Grand Prix Stuttgart, Alemanha WTA Premier US$ – saibro (coberto) – 28S•32Q•16D                      | Cancelado devido à pandemia de COVID-19                            | Cancelado devido à pandemia de COVID-19                            | Cancelado devido à pandemia de COVID-19                            |
| 20 de abril | Istanbul Open Istambul, Turquia WTA International US$ 275.000 – saibro – 32S•24Q•16D                                | Remarcado devido à pandemia de COVID-19                            | Remarcado devido à pandemia de COVID-19                            | Remarcado devido à pandemia de COVID-19                            |
| 27 de abril | J&T Banka Prague Open Praga, Tchéquia WTA International US$ 275.000 – saibro – 32S•24Q•16D                          | Remarcado devido à pandemia de COVID-19                            | Remarcado devido à pandemia de COVID-19                            | Remarcado devido à pandemia de COVID-19                            |
| 27 de abril | Grand Prix de SAR La Princesse Lalla Meryem Rabat, Marrocos WTA International US$ 275.000 – saibro – 32S•24Q•16D    | Cancelado devido à pandemia de COVID-19                            | Cancelado devido à pandemia de COVID-19                            | Cancelado devido à pandemia de COVID-19                            |

#### Maio
| Semana de              | Torneio                                                                                               | Campeã(s)(o/ões)                                               | Vice-campeã(s)(o/ões)                                          | Resultado                                                      |
| ---------------------- | --- | -------------------------------------------------------------- | -------------------------------------------------------------- | -------------------------------------------------------------- |
| 4 de maio              | Mutua Madrid Open Madri, Espanha WTA Premier Mandatory € – saibro – 64S•32Q•28D                       | Remarcado - e depois cancelado - devido à pandemia de COVID-19 | Remarcado - e depois cancelado - devido à pandemia de COVID-19 | Remarcado - e depois cancelado - devido à pandemia de COVID-19 |
| 11 de maio             | Internazionali BNL d'Italia Roma, Itália WTA Premier 5 € 3.528.000 – saibro – 56S•32Q•28D             | Remarcado devido à pandemia de COVID-19                        | Remarcado devido à pandemia de COVID-19                        | Remarcado devido à pandemia de COVID-19                        |
| 18 de maio             | Internationaux de Strasbourg Estrasburgo, França WTA International US$ 275.000 – saibro – 32S•24Q•16D | Remarcado devido à pandemia de COVID-19                        | Remarcado devido à pandemia de COVID-19                        | Remarcado devido à pandemia de COVID-19                        |
| 25 de maio 1º de junho | Torneio de Roland Garros Paris, França Grand Slam € – saibro – 128S•96Q•64D•32DM                      | Remarcado devido à pandemia de COVID-19                        | Remarcado devido à pandemia de COVID-19                        | Remarcado devido à pandemia de COVID-19                        |

#### Junho
| Semana de              | Torneio                                                                                             | Campeã(s)(o/ões)                        | Vice-campeã(s)(o/ões)                   | Resultado                               |
| ---------------------- | --------------------------------------------------------------------------------------------------- | --------------------------------------- | --------------------------------------- | --------------------------------------- |
| 8 de junho             | Nature Valley Open Nottingham, Reino Unido WTA International US$ 275.000 – grama – 32S•24Q•16D      | Cancelado devido à pandemia de COVID-19 | Cancelado devido à pandemia de COVID-19 | Cancelado devido à pandemia de COVID-19 |
| 8 de junho             | Libéma Open 's-Hertogenbosch, Países Baixos WTA International US$ 275.000 – grama – 32S•24Q•16D     | Cancelado devido à pandemia de COVID-19 | Cancelado devido à pandemia de COVID-19 | Cancelado devido à pandemia de COVID-19 |
| 15 de junho            | Bett1 Open Berlim, Alemanha WTA Premier US$ 1.088.000 – grama – 32S•24Q•16D                         | Cancelado devido à pandemia de COVID-19 | Cancelado devido à pandemia de COVID-19 | Cancelado devido à pandemia de COVID-19 |
| 15 de junho            | Nature Valley Classic Birmingham, Reino Unido WTA International US$ 275.000 – grama – 32S•24Q•16D   | Cancelado devido à pandemia de COVID-19 | Cancelado devido à pandemia de COVID-19 | Cancelado devido à pandemia de COVID-19 |
| 22 de junho            | Nature Valley International Eastbourne, Reino Unido WTA Premier US$ 1.122.000 – grama – 48S•16Q•16D | Cancelado devido à pandemia de COVID-19 | Cancelado devido à pandemia de COVID-19 | Cancelado devido à pandemia de COVID-19 |
| 22 de junho            | Bad Homburg Open Bad Homburg, Alemanha WTA International US$ 275.000 – grama – 32S•8Q•16D           | Cancelado devido à pandemia de COVID-19 | Cancelado devido à pandemia de COVID-19 | Cancelado devido à pandemia de COVID-19 |
| 29 de junho 6 de julho | Torneio de Wimbledon Londres, Reino Unido Grand Slam £ – grama – 128S•128Q•64D•48DM                 | Cancelado devido à pandemia de COVID-19 | Cancelado devido à pandemia de COVID-19 | Cancelado devido à pandemia de COVID-19 |

#### Julho
| Semana de   | Torneio                                                                                   | Campeã(s)(o/ões)                                | Vice-campeã(s)(o/ões)                           | Resultado                                       |
| ----------- | ----------------------------------------------------------------------------------------- | ----------------------------------------------- | ----------------------------------------------- | ----------------------------------------------- |
| 13 de julho | Bucharest Open Bucareste, Romênia WTA International US$ 275.000 – saibro – 32S•24Q•16D    | Cancelado devido à pandemia de COVID-19         | Cancelado devido à pandemia de COVID-19         | Cancelado devido à pandemia de COVID-19         |
| 13 de julho | Ladies Open Lausanne Lausanne, Suíça WTA International US$ 275.000 – saibro – 32S•24Q•16D | Cancelado devido à pandemia de COVID-19         | Cancelado devido à pandemia de COVID-19         | Cancelado devido à pandemia de COVID-19         |
| 20 de julho | Baltic Open Jūrmala, Letônia WTA International US$ 275.000 – saibro – 32S•24Q•16D         | Cancelado devido à pandemia de COVID-19         | Cancelado devido à pandemia de COVID-19         | Cancelado devido à pandemia de COVID-19         |
| 20 de julho | Palermo Ladies Open Palermo, Itália WTA International US$ 275.000 – saibro – 32S•24Q•16D  | Remarcado devido à pandemia de COVID-19         | Remarcado devido à pandemia de COVID-19         | Remarcado devido à pandemia de COVID-19         |
| 27 de julho | Jogos Olímpicos Tóquio, Japão Jogos Olímpicos de Verão duro – 64S•32D•16DM                | Adiados para 2021 devido à pandemia de COVID-19 | Adiados para 2021 devido à pandemia de COVID-19 | Adiados para 2021 devido à pandemia de COVID-19 |

#### Agosto
| Semana de                  | Torneio                                                                                            | Campeã(s)(o/ões)                        | Vice-campeã(s)(o/ões)                   | Resultado                               |
| -------------------------- | -------------------------------------------------------------------------------------------------- | --------------------------------------- | --------------------------------------- | --------------------------------------- |
| 3 de agosto                | Mubadala Silicon Valley Classic San José, Estados Unidos WTA Premier US$ – duro – 28S•16Q•16D      | Cancelado devido à pandemia de COVID-19 | Cancelado devido à pandemia de COVID-19 | Cancelado devido à pandemia de COVID-19 |
| 3 de agosto                | Palermo Ladies Open Palermo, Itália WTA International € 163.103 – saibro – 32S•32Q•16D             | Fiona Ferro                             | Anett Kontaveit                         | 6–2, 7–5                                |
| 3 de agosto                | Palermo Ladies Open Palermo, Itália WTA International € 163.103 – saibro – 32S•32Q•16D             | Arantxa Rus Tamara Zidanšek             | Elisabetta Cocciaretto Martina Trevisan | 7–5, 7–5                                |
| 3 de agosto                | Citi Open Washington, Estados Unidos WTA International US$ 275.000 – duro – 32S•16Q•16D            | Cancelado devido à pandemia de COVID-19 | Cancelado devido à pandemia de COVID-19 | Cancelado devido à pandemia de COVID-19 |
| 10 agosto                  | Coupe Rogers Montreal, Canadá WTA Premier 5 US$ – duro – 56S•48Q•28D                               | Cancelado devido à pandemia de COVID-19 | Cancelado devido à pandemia de COVID-19 | Cancelado devido à pandemia de COVID-19 |
| 10 agosto                  | Top Seed Open Lexington, Estados Unidos WTA International US$ 225.500 – duro – 32S•24Q•16D         | Jennifer Brady                          | Jil Teichmann                           | 6–3, 6–4                                |
| 10 agosto                  | Top Seed Open Lexington, Estados Unidos WTA International US$ 225.500 – duro – 32S•24Q•16D         | Hayley Carter Luisa Stefani             | Marie Bouzková Jil Teichmann            | 6–1, 7–5                                |
| 10 agosto                  | Prague Open Praga, Tchéquia WTA International US$ 225.500 – saibro – 32S•32Q•16D                   | Simona Halep                            | Elise Mertens                           | 6–2, 7–5                                |
| 10 agosto                  | Prague Open Praga, Tchéquia WTA International US$ 225.500 – saibro – 32S•32Q•16D                   | Lucie Hradecká Kristýna Plíšková        | Monica Niculescu Raluca Olaru           | 6–2, 6–2                                |
| 17 de agosto               | sem torneios programados                                                                           | sem torneios programados                | sem torneios programados                | sem torneios programados                |
| 24 de agosto               | Western & Southern Open Nova York, Estados Unidos WTA Premier 5 US$ 2.250.829 – duro – 56S•48Q•32D | Victoria Azarenka                       | Naomi Osaka                             | w.o.                                    |
| 24 de agosto               | Western & Southern Open Nova York, Estados Unidos WTA Premier 5 US$ 2.250.829 – duro – 56S•48Q•32D | Květa Peschke Demi Schuurs              | Nicole Melichar Xu Yifan                | 6–1, 4–6, [10–4]                        |
| 24 de agosto               | Albany Open Albany, Estados Unidos WTA International US$ 275.000 – duro – 32S•24Q•16D              | Cancelado devido à pandemia de COVID-19 | Cancelado devido à pandemia de COVID-19 | Cancelado devido à pandemia de COVID-19 |
| 31 de agosto 7 de setembro | US Open Nova York, Estados Unidos Grand Slam US$ 21.656.000 – duro – 128S•32D                      | Naomi Osaka                             | Victoria Azarenka                       | 1–6, 6–3, 6–3                           |
| 31 de agosto 7 de setembro | US Open Nova York, Estados Unidos Grand Slam US$ 21.656.000 – duro – 128S•32D                      | Laura Siegemund Vera Zvonareva          | Nicole Melichar Xu Yifan                | 6–4, 6–4                                |

#### Setembro
| Semana de                   | Torneio | Campeã(s)(o/ões)                        | Vice-campeã(s)(o/ões)                   | Resultado                               |
| --------------------------- | --- | --------------------------------------- | --------------------------------------- | --------------------------------------- |
| 7 de setembro               | TEB BNP Paribas Tennis Championship Istanbul Istambul, Turquia WTA International US$ 225.500 – saibro – 30S•16Q•16D | Patricia Maria Țig                      | Eugenie Bouchard                        | 2–6, 6–1, 7–64                          |
| 7 de setembro               | TEB BNP Paribas Tennis Championship Istanbul Istambul, Turquia WTA International US$ 225.500 – saibro – 30S•16Q•16D | Alexa Guarachi Desirae Krawczyk         | Ellen Perez Storm Sanders               | 6–1, 6–3                                |
| 14 de setembro              | Mutua Madrid Open Madri, Espanha WTA Premier Mandatory € – saibro – 64S•32Q•28D                                     | Cancelado devido à pandemia de COVID-19 | Cancelado devido à pandemia de COVID-19 | Cancelado devido à pandemia de COVID-19 |
| 14 de setembro              | Internazionali BNL d'Italia Roma, Itália WTA Premier 5 € 1.692.169 – saibro – 56S•28Q•28D                           | Simona Halep                            | Karolína Plíšková                       | 6–0, 2–1, ab.                           |
| 14 de setembro              | Internazionali BNL d'Italia Roma, Itália WTA Premier 5 € 1.692.169 – saibro – 56S•28Q•28D                           | Hsieh Su-wei Barbora Strýcová           | Anna-Lena Grönefeld Raluca Olaru        | 6–2, 6–2                                |
| 14 de setembro              | Hana-cupid Japan Women's Open Hiroshima, Japão WTA International US$ 275.000 – duro – 32S•24Q•16D                   | Cancelado devido à pandemia de COVID-19 | Cancelado devido à pandemia de COVID-19 | Cancelado devido à pandemia de COVID-19 |
| 21 de setembro              | Internationaux de Strasbourg Estrasburgo, França WTA International € 225.500 – saibro – 30S•8Q•15D                  | Elina Svitolina                         | Elena Rybakina                          | 6–4, 1–6, 6–2                           |
| 21 de setembro              | Internationaux de Strasbourg Estrasburgo, França WTA International € 225.500 – saibro – 30S•8Q•15D                  | Nicole Melichar Demi Schuurs            | Hayley Carter Luisa Stefani             | 6–4, 6–3                                |
| 28 de setembro 5 de outubro | Torneio de Roland Garros Paris, França Grand Slam € 17.818.638 – saibro – 128S•96Q•64D                              | Iga Świątek                             | Sofia Kenin                             | 6–4, 6–1                                |
| 28 de setembro 5 de outubro | Torneio de Roland Garros Paris, França Grand Slam € 17.818.638 – saibro – 128S•96Q•64D                              | Tímea Babos · Kristina Mladenovic       | Alexa Guarachi Desirae Krawczyk         | 6–4, 7–5                                |

#### Outubro
| Semana de     | Torneio | Campeã(s)                                | Vice-campeã(s)                           | Resultado                                |
| ------------- | --- | ---------------------------------------- | ---------------------------------------- | ---------------------------------------- |
| 5 de outubro  | Korea Open Seul, Coreia do Sul WTA International US$ 275.000 – duro – 32S•24Q•16D                                   | Cancelado devido à pandemia de COVID-19  | Cancelado devido à pandemia de COVID-19  | Cancelado devido à pandemia de COVID-19  |
| 12 de outubro | China Open Pequim, China WTA Premier Mandatory US$ – duro – 60S•32Q•28D                                             | Cancelado devido à pandemia de COVID-19  | Cancelado devido à pandemia de COVID-19  | Cancelado devido à pandemia de COVID-19  |
| 12 de outubro | Prudential Hong Kong Tennis Open · Hong Kong · WTA International · US$ 525.000 – duro – 32S•24Q•16D                 | Cancelado devido à pandemia de COVID-19  | Cancelado devido à pandemia de COVID-19  | Cancelado devido à pandemia de COVID-19  |
| 12 de outubro | Tianjin Open Tianjin, China WTA International US$ 275.000 – duro – 32S•24Q•16D                                      | Cancelado devido à pandemia de COVID-19  | Cancelado devido à pandemia de COVID-19  | Cancelado devido à pandemia de COVID-19  |
| 19 de outubro | Wuhan Open Wuhan, China WTA Premier 5 US$ – duro – 56S•32Q•28D                                                      | Cancelado devido à pandemia de COVID-19  | Cancelado devido à pandemia de COVID-19  | Cancelado devido à pandemia de COVID-19  |
| 19 de outubro | J&T Banka Ostrava Open Ostrava, Tchéquia WTA Premier US$ 593.600 – duro (coberto) – 28S•24Q•16D                     | Aryna Sabalenka                          | Victoria Azarenka                        | 6–2, 6–2                                 |
| 19 de outubro | J&T Banka Ostrava Open Ostrava, Tchéquia WTA Premier US$ 593.600 – duro (coberto) – 28S•24Q•16D                     | Elise Mertens Aryna Sabalenka            | Gabriela Dabrowski Luisa Stefani         | 6–1, 6–3                                 |
| 19 de outubro | BGL BNP Paribas Luxembourg Open Luxemburgo, Luxemburgo WTA International US$ 275.000 – duro (coberto) – 32S•24Q•16D | Cancelado devido à pandemia de COVID-19  | Cancelado devido à pandemia de COVID-19  | Cancelado devido à pandemia de COVID-19  |
| 19 de outubro | Jiangxi Open Nanchang, China WTA International US$ 275.000 – duro – 32S•24Q•16D                                     | Cancelado devido à pandemia de COVID-19' | Cancelado devido à pandemia de COVID-19' | Cancelado devido à pandemia de COVID-19' |
| 26 de outubro | Zhengzhou Open Zhengzhou, China WTA Premier US$ – duro – 28S•24Q•16D                                                | Cancelado devido à pandemia de COVID-19  | Cancelado devido à pandemia de COVID-19  | Cancelado devido à pandemia de COVID-19  |

#### Novembro
| Semana de      | Torneio | Campeã(s)                               | Vice-campeã(s)                          | Resultado                               |
| -------------- | --- | --------------------------------------- | --------------------------------------- | --------------------------------------- |
| 2 de novembro  | VTB Kremlin Cup Moscou, Rússia WTA Premier US$ – duro (coberto) – 28S•24Q•16D                                    | Cancelado devido à pandemia de COVID-19 | Cancelado devido à pandemia de COVID-19 | Cancelado devido à pandemia de COVID-19 |
| 2 de novembro  | Toray Pan Pacific Open Tóquio, Japão WTA Premier US$ – duro – 28S•24Q•16D                                        | Cancelado devido à pandemia de COVID-19 | Cancelado devido à pandemia de COVID-19 | Cancelado devido à pandemia de COVID-19 |
| 9 de novembro  | Shiseido WTA Finals Shenzhen Shenzhen, China Torneio de fim de temporada US$ 14.000.000 – duro (coberto) – 8S•8D | Cancelado devido à pandemia de COVID-19 | Cancelado devido à pandemia de COVID-19 | Cancelado devido à pandemia de COVID-19 |
| 9 de novembro  | Upper Austria Ladies Linz Linz, Áustria WTA International US$ 225.500 – duro (coberto) – 32S•24Q•16D             | Aryna Sabalenka                         | Elise Mertens                           | 7–5, 6–2                                |
| 9 de novembro  | Upper Austria Ladies Linz Linz, Áustria WTA International US$ 225.500 – duro (coberto) – 32S•24Q•16D             | Arantxa Rus Tamara Zidanšek             | Lucie Hradecká Kateřina Siniaková       | 6–3, 6–4                                |
| 16 de novembro | WTA Elite Trophy Zhuhai Zhuhai, China Torneio de fim de temporada US$ 2.600.000 – duro (coberto) – 12S•6D        | Cancelado devido à pandemia de COVID-19 | Cancelado devido à pandemia de COVID-19 | Cancelado devido à pandemia de COVID-19 |
| 23 de novembro | Guangzhou International Women's Open Cantão, China WTA International US$ 525.000 – duro – 32S•24Q•16D            | Cancelado devido à pandemia de COVID-19 | Cancelado devido à pandemia de COVID-19 | Cancelado devido à pandemia de COVID-19 |

## Estatísticas
Esta seção apresenta os títulos conquistados em simples, duplas, duplas mistas e por equipes em diversas configurações: classificação por jogador e país – sem caráter oficial; e levantamento de debutantes e defensores dos troféus, baseados nas informações apresentadas na seção Mês a mês. Eventualmente, pode dispor de seções extras com outras variáveis.
Nas duas tabelas introdutórias, jogadores e países são classificados com base nas categorias de torneios disponíveis na temporada (que podem não aparecer em determinado ano ou trocarem de nome), de acordo com o apresentado no início do artigo, na infocaixa à direita.
Os critérios de desempate nessas tabelas são:
1. Total de títulos;
  1. Na subseção País, se uma dupla de tenistas que compartilha a conterraneidade vencer um torneio, sua nação computará apenas 1 ponto.
2. Total de títulos por categoria;
  1. A categoria à esquerda sempre vale mais que qualquer uma à direita, com os eventos do Grand Slam encabeçando a lista;
  2. A coluna Outros está situada à direita de todas, inclusive do somatório Simples/Duplas/Duplas Mistas, por sua natureza específica, mas obviamente seus números são somados à coluna Total;
  3. Outros geralmente inclui os torneios por equipes que ocorrem durante a temporada;
  4. Para a contabilização dos torneios por equipes, são considerados(as) apenas os(as) jogadores(as) que forem convocados(as) para:
    1. Torneio de longa duração: jogo final – se for isolado dos outros – ou fase final – se ela ocorrer em um curto período com várias equipes na mesma sede;
    2. Torneio de curta duração.
3. Modalidade;
  1. Simples (S) > Duplas (D) > Duplas mistas (DM);
4. Ordem alfabética pelo sobrenome do(a) tenista em Títulos por jogadora, ou nome do país em Títulos por país.

### Títulos por jogadora
| 4 | Hsieh Su-wei          |   |   |   |   | 2 |   | 2 |   |   | 0 | 4 | 0 |
| 4 | Barbora Strýcová      |   |   |   |   | 2 |   | 2 |   |   | 0 | 4 | 0 |
| 4 | Aryna Sabalenka       |   |   |   | 1 |   | 1 | 1 | 1 |   | 3 | 1 | 0 |
| 3 | Simona Halep          |   |   |   | 1 |   | 1 |   | 1 |   | 3 | 0 | 0 |
| 2 | Tímea Babos           |   | 2 |   |   |   |   |   |   |   | 0 | 2 | 0 |
| 2 | Kristina Mladenovic   |   | 2 |   |   |   |   |   |   |   | 0 | 2 | 0 |
| 2 | Sofia Kenin           | 1 |   |   |   |   |   |   | 1 |   | 2 | 0 | 0 |
| 2 | Barbora Krejčíková    |   |   | 1 |   |   |   |   |   | 1 | 0 | 1 | 1 |
| 2 | Demi Schuurs          |   |   |   |   | 1 |   |   |   | 1 | 0 | 2 | 0 |
| 2 | Nicole Melichar       |   |   |   |   |   |   | 1 |   | 1 | 0 | 2 | 0 |
| 2 | Elina Svitolina       |   |   |   |   |   |   |   | 2 |   | 2 | 0 | 0 |
| 2 | Desirae Krawczyk      |   |   |   |   |   |   |   |   | 2 | 0 | 2 | 0 |
| 2 | Arantxa Rus           |   |   |   |   |   |   |   |   | 2 | 0 | 2 | 0 |
| 2 | Tamara Zidanšek       |   |   |   |   |   |   |   |   | 2 | 0 | 2 | 0 |
| 1 | Naomi Osaka           | 1 |   |   |   |   |   |   |   |   | 1 | 0 | 0 |
| 1 | Iga Świątek           | 1 |   |   |   |   |   |   |   |   | 1 | 0 | 0 |
| 1 | Laura Siegemund       |   | 1 |   |   |   |   |   |   |   | 0 | 1 | 0 |
| 1 | Vera Zvonareva        |   | 1 |   |   |   |   |   |   |   | 0 | 1 | 0 |
| 1 | Victoria Azarenka     |   |   |   | 1 |   |   |   |   |   | 1 | 0 | 1 |
| 1 | Květa Peschke         |   |   |   |   | 5 |   |   |   |   | 0 | 1 | 0 |
| 1 | Ashleigh Barty        |   |   |   |   |   | 1 |   |   |   | 1 | 0 | 0 |
| 1 | Kiki Bertens          |   |   |   |   |   | 1 |   |   |   | 1 | 0 | 0 |
| 1 | Karolína Plíšková     |   |   |   |   |   | 1 |   |   |   | 1 | 0 | 0 |
| 1 | Shuko Aoyama          |   |   |   |   |   |   | 1 |   |   | 0 | 1 | 0 |
| 1 | Elise Mertens         |   |   |   |   |   |   | 1 |   |   | 0 | 1 | 0 |
| 1 | Ena Shibahara         |   |   |   |   |   |   | 1 |   |   | 0 | 1 | 0 |
| 1 | Xu Yifan              |   |   |   |   |   |   | 1 |   |   | 0 | 1 | 0 |
| 1 | Ekaterina Alexandrova |   |   |   |   |   |   |   | 1 |   | 1 | 0 | 1 |
| 1 | Jennifer Brady        |   |   |   |   |   |   |   | 1 |   | 1 | 0 | 1 |
| 1 | Fiona Ferro           |   |   |   |   |   |   |   | 1 |   | 1 | 0 | 1 |
| 1 | Magda Linette         |   |   |   |   |   |   |   | 1 |   | 1 | 0 | 1 |
| 1 | Elena Rybakina        |   |   |   |   |   |   |   | 1 |   | 1 | 0 | 1 |
| 1 | Patricia Maria Țig    |   |   |   |   |   |   |   | 1 |   | 1 | 0 | 1 |
| 1 | Heather Watson        |   |   |   |   |   |   |   | 1 |   | 1 | 0 | 1 |
| 1 | Serena Williams       |   |   |   |   |   |   |   | 1 |   | 1 | 0 | 1 |
| 1 | Kateryna Bondarenko   |   |   |   |   |   |   |   |   | 1 | 0 | 1 | 0 |
| 1 | Hayley Carter         |   |   |   |   |   |   |   |   | 1 | 0 | 1 | 0 |
| 1 | Sharon Fichman        |   |   |   |   |   |   |   |   | 1 | 0 | 1 | 0 |
| 1 | Alexa Guarachi        |   |   |   |   |   |   |   |   | 1 | 0 | 1 | 0 |
| 1 | Lucie Hradecká        |   |   |   |   |   |   |   |   | 1 | 0 | 1 | 0 |
| 1 | Nadiia Kichenok       |   |   |   |   |   |   |   |   | 1 | 0 | 1 | 0 |
| 1 | Sania Mirza           |   |   |   |   |   |   |   |   | 1 | 0 | 1 | 0 |
| 1 | Asia Muhammad         |   |   |   |   |   |   |   |   | 1 | 0 | 1 | 0 |
| 1 | Giuliana Olmos        |   |   |   |   |   |   |   |   | 1 | 0 | 1 | 0 |
| 1 | Laura Ioana Paar      |   |   |   |   |   |   |   |   | 1 | 0 | 1 | 0 |
| 1 | Kristýna Plíšková     |   |   |   |   |   |   |   |   | 1 | 0 | 1 | 0 |
| 1 | Arina Rodionova       |   |   |   |   |   |   |   |   | 1 | 0 | 1 | 0 |
| 1 | Storm Sanders         |   |   |   |   |   |   |   |   | 1 | 0 | 1 | 0 |
| 1 | Kateřina Siniaková    |   |   |   |   |   |   |   |   | 1 | 0 | 1 | 0 |
| 1 | Luisa Stefani         |   |   |   |   |   |   |   |   | 1 | 0 | 1 | 0 |
| 1 | Taylor Townsend       |   |   |   |   |   |   |   |   | 1 | 0 | 1 | 0 |
| 1 | Julia Wachaczyk       |   |   |   |   |   |   |   |   | 1 | 0 | 1 | 0 |

### Títulos por país
| 10 | Estados Unidos | 1 |   |  |   |   |   | 1 | 3 | 5 | 4 | 6 | 0 |
| 9  | Chéquia        |   |   |  |   | 3 | 1 | 2 |   | 2 | 1 | 7 | 1 |
| 5  | Bielorrússia   |   |   |  | 2 |   | 1 | 1 | 1 |   | 4 | 1 | 0 |
| 5  | Roménia        |   |   |  | 1 |   | 1 |   | 2 | 1 | 4 | 1 | 0 |
| 5  | Países Baixos  |   |   |  |   | 1 | 1 |   |   | 3 | 1 | 4 | 0 |
| 4  | Taipé Chinesa  |   |   |  |   | 2 |   | 2 |   |   | 0 | 4 | 0 |
| 4  | Ucrânia        |   |   |  |   |   |   |   | 2 | 2 | 2 | 2 | 0 |
| 3  | França         |   | 2 |  |   |   |   |   | 1 |   | 1 | 2 | 0 |
| 2  | Hungria        |   | 2 |  |   |   |   |   |   |   | 0 | 2 | 0 |
| 2  | Japão          | 1 |   |  |   |   |   | 1 |   |   | 1 | 1 | 0 |
| 2  | Polónia        | 1 |   |  |   |   |   |   | 1 |   | 2 | 0 | 0 |
| 2  | Rússia         |   | 1 |  |   |   |   |   | 1 |   | 1 | 1 | 0 |
| 2  | Alemanha       |   | 1 |  |   |   |   |   |   | 1 | 0 | 2 | 0 |
| 2  | Austrália      |   |   |  |   |   | 1 |   |   | 1 | 1 | 1 | 0 |
| 2  | Eslovénia      |   |   |  |   |   |   |   |   | 2 | 0 | 2 | 0 |
| 1  | Bélgica        |   |   |  |   |   |   | 1 |   |   | 0 | 1 | 0 |
| 1  | China          |   |   |  |   |   |   | 1 |   |   | 0 | 1 | 0 |
| 1  | Cazaquistão    |   |   |  |   |   |   |   | 1 |   | 1 | 0 | 0 |
| 1  | Grã-Bretanha   |   |   |  |   |   |   |   | 1 |   | 1 | 0 | 0 |
| 1  | Brasil         |   |   |  |   |   |   |   |   | 1 | 0 | 1 | 0 |
| 1  | Canadá         |   |   |  |   |   |   |   |   | 1 | 0 | 1 | 0 |
| 1  | Chile          |   |   |  |   |   |   |   |   | 1 | 0 | 1 | 0 |
| 1  | Índia          |   |   |  |   |   |   |   |   | 1 | 0 | 1 | 0 |
| 1  | México         |   |   |  |   |   |   |   |   | 1 | 0 | 1 | 0 |

### Informações sobre os títulos

#### Debutantes
Jogadoras e/ou equipes que foram campeãs pela primeira vez nas respectivas modalidades:
Simples
- Ekaterina Alexandrova – Shenzhen
- Jennifer Brady – Lexington
- Iga Świątek – Torneio de Roland Garros
- Patricia Maria Țig – Istambul

Duplas
- Laura Ioana Paar – Lyon
- Arina Rodionova – Hua Hin
- Taylor Townsend – Auckland
- Julia Wachaczyk – Lyon

#### Defensoras
Jogadoras e/ou equipes que foram campeãs na edição anterior e repetiram o feito na atual temporada nos respectivos torneios e modalidades:
Simples
- Kiki Bertens – São Petersburgo
- Karolína Plíšková – Brisbane

Duplas
- Tímea Babos – Torneio de Roland Garros
- Hsieh Su-wei – Dubai
- Kristina Mladenovic – Torneio de Roland Garros
- Barbora Strýcová – Dubai

Duplas mistas
- Barbora Krejčíková – Australian Open

### Prêmios em dinheiro
Em 16 de novembro de 2020.
| #  | Jogadora          | Simples       | Duplas      | Mistas    | Total         |
| -- | ----------------- | ------------- | ----------- | --------- | ------------- |
| 1  | Sofia Kenin       | US$ 4.187.581 | US$ 115.389 | US$ 0     | US$ 4.302.970 |
| 2  | Naomi Osaka       | US$ 3.352.755 | US$ 0       | US$ 0     | US$ 3.352.755 |
| 3  | Iga Świątek       | US$ 2.179.271 | US$ 73.626  | US$ 8.316 | US$ 2.261.213 |
| 4  | Victoria Azarenka | US$ 1.959.453 | US$ 32.330  | US$ 0     | US$ 1.991.783 |
| 5  | Garbiñe Muguruza  | US$ 1.942.072 | US$ 0       | US$ 0     | US$ 1.942.072 |
| 6  | Simona Halep      | US$ 1.928.119 | US$ 9.771   | US$ 0     | US$ 1.937.890 |
| 7  | Petra Kvitová     | US$ 1.499.417 | US$ 0       | US$ 0     | US$ 1.499.417 |
| 8  | Jennifer Brady    | US$ 1.245.741 | US$ 74.215  | US$ 0     | US$ 1.319.956 |
| 9  | Aryna Sabalenka   | US$ 1.112.700 | US$ 126.984 | US$ 0     | US$ 1.239.684 |
| 10 | Elise Mertens     | US$ 999.904   | US$ 123.654 | US$ 0     | US$ 1.123.558 |

### Aspectos de jogo
Ao final da temporada. Apenas jogos de simples em chaves principais. Jogadoras com no mínimo 12 partidas disputadas.
| Aces | Aces              | Aces | Aces  |
| #    | Jogadora          | Aces | Jogos |
| ---- | ----------------- | ---- | ----- |
| 1    | Elena Rybakina    | 193  | 39    |
| 2    | Serena Williams   | 178  | 20    |
| 3    | Garbiñe Muguruza  | 160  | 30    |
| 4    | Jennifer Brady    | 149  | 28    |
| 5    | Maria Sakkari     | 144  | 31    |
| 6    | Naomi Osaka       | 141  | 18    |
| 7    | Kristýna Plíšková | 137  | 17    |
| 8    | Aryna Sabalenka   | 127  | 32    |
| 9    | Ons Jabeur        | 126  | 32    |
| 10   | Petra Kvitová     | 124  | 26    |

| Duplas faltas | Duplas faltas         | Duplas faltas | Duplas faltas |
| #             | Jogadora              | DFs           | Jogos         |
| ------------- | --------------------- | ------------- | ------------- |
| 1             | Cori Gauff            | 149           | 18            |
| 2             | Aryna Sabalenka       | 145           | 32            |
| 3             | Dayana Yastremska     | 140           | 25            |
| 4             | Elena Rybakina        | 131           | 39            |
| 5             | Elise Mertens         | 126           | 40            |
| 6             | Maria Sakkari         | 120           | 31            |
| 7             | Ekaterina Alexandrova | 114           | 26            |
| 8             | Bernarda Pera         | 114           | 16            |
| 9             | Camila Giorgi         | 110           | 17            |
| 10            | Petra Kvitová         | 109           | 26            |

| Aproveitamento de primeiro serviço | Aproveitamento de primeiro serviço | Aproveitamento de primeiro serviço | Aproveitamento de primeiro serviço |
| #                                  | Jogadora                           | %                                  | Jogos                              |
| ---------------------------------- | ---------------------------------- | ---------------------------------- | ---------------------------------- |
| 1                                  | Arantxa Rus                        | 73,1                               | 16                                 |
| 2                                  | Madison Brengle                    | 70,2                               | 12                                 |
| 3                                  | Daria Kasatkina                    | 69,8                               | 20                                 |
| 4                                  | Sloane Stephens                    | 69,8                               | 15                                 |
| 5                                  | Sara Sorribes Tormo                | 69,7                               | 18                                 |
| 6                                  | Tamara Zidanšek                    | 69,4                               | 14                                 |
| 7                                  | Yulia Putintseva                   | 69,1                               | 25                                 |
| 8                                  | Sofia Kenin                        | 68,8                               | 31                                 |
| 9                                  | Simona Halep                       | 68,7                               | 26                                 |
| 10                                 | Anastasia Pavlyuchenkova           | 68,7                               | 17                                 |

| Pontos de primeiro serviço conquistados | Pontos de primeiro serviço conquistados | Pontos de primeiro serviço conquistados | Pontos de primeiro serviço conquistados |
| #                                       | Jogadora                                | %                                       | Jogos                                   |
| --------------------------------------- | --------------------------------------- | --------------------------------------- | --------------------------------------- |
| 1                                       | Naomi Osaka                             | 75,4                                    | 18                                      |
| 2                                       | Ashleigh Barty                          | 73,4                                    | 14                                      |
| 3                                       | Serena Williams                         | 72,7                                    | 20                                      |
| 4                                       | Kristýna Plíšková                       | 72,3                                    | 17                                      |
| 5                                       | Johanna Konta                           | 71,3                                    | 17                                      |
| 6                                       | Karolína Plíšková                       | 71,0                                    | 22                                      |
| 7                                       | Madison Keys                            | 70,1                                    | 13                                      |
| 8                                       | Jennifer Brady                          | 69,8                                    | 28                                      |
| 9                                       | Elena Rybakina                          | 69,6                                    | 39                                      |
| 10                                      | Danielle Collins                        | 69,4                                    | 16                                      |

| Pontos de segundo serviço conquistados | Pontos de segundo serviço conquistados | Pontos de segundo serviço conquistados | Pontos de segundo serviço conquistados |
| #                                      | Jogadora                               | %                                      | Jogos                                  |
| -------------------------------------- | -------------------------------------- | -------------------------------------- | -------------------------------------- |
| 1                                      | Jennifer Brady                         | 53,4                                   | 28                                     |
| 2                                      | Naomi Osaka                            | 52,6                                   | 18                                     |
| 3                                      | Wang Qiang                             | 52,6                                   | 13                                     |
| 4                                      | Petra Martić                           | 51,9                                   | 25                                     |
| 5                                      | Petra Kvitová                          | 51,5                                   | 26                                     |
| 6                                      | Iga Świątek                            | 51,5                                   | 18                                     |
| 7                                      | Madison Keys                           | 51,0                                   | 13                                     |
| 8                                      | Shelby Rogers                          | 50,3                                   | 19                                     |
| 9                                      | Johanna Konta                          | 49,9                                   | 17                                     |
| 10                                     | Aliaksandra Sasnovich                  | 49,7                                   | 16                                     |

| Pontos de serviço conquistados | Pontos de serviço conquistados | Pontos de serviço conquistados | Pontos de serviço conquistados |
| #                              | Jogadora                       | %                              | Jogos                          |
| ------------------------------ | ------------------------------ | ------------------------------ | ------------------------------ |
| 1                              | Naomi Osaka                    | 65,9                           | 18                             |
| 2                              | Ashleigh Barty                 | 64,1                           | 14                             |
| 3                              | Madison Keys                   | 63,8                           | 13                             |
| 4                              | Serena Williams                | 63,6                           | 20                             |
| 5                              | Johanna Konta                  | 63,5                           | 17                             |
| 6                              | Jennifer Brady                 | 62,9                           | 28                             |
| 7                              | Petra Kvitová                  | 62,1                           | 26                             |
| 8                              | Karolína Plíšková              | 61,9                           | 22                             |
| 9                              | Elena Rybakina                 | 61,2                           | 39                             |
| 10                             | Kristýna Plíšková              | 61,1                           | 17                             |

| Pontos de devolução conquistados | Pontos de devolução conquistados | Pontos de devolução conquistados | Pontos de devolução conquistados |
| #                                | Jogadora                         | %                                | Jogos                            |
| -------------------------------- | -------------------------------- | -------------------------------- | -------------------------------- |
| 1                                | Nadia Podoroska                  | 50,4                             | 19                               |
| 2                                | Simona Halep                     | 50,3                             | 26                               |
| 3                                | Madison Brengle                  | 49,0                             | 12                               |
| 4                                | Patricia Maria Țig               | 48,8                             | 16                               |
| 5                                | Anna Karolína Schmiedlová        | 48,8                             | 14                               |
| 6                                | Iga Świątek                      | 48,4                             | 18                               |
| 7                                | Victoria Azarenka                | 48,0                             | 24                               |
| 8                                | Jeļena Ostapenko                 | 47,6                             | 15                               |
| 9                                | Daria Kasatkina                  | 47,1                             | 20                               |
| 10                               | Kiki Bertens                     | 46,9                             | 19                               |

| Games de serviço conquistados | Games de serviço conquistados | Games de serviço conquistados | Games de serviço conquistados |
| #                             | Jogadora                      | %                             | Jogos                         |
| ----------------------------- | ----------------------------- | ----------------------------- | ----------------------------- |
| 1                             | Naomi Osaka                   | 85,7                          | 18                            |
| 2                             | Serena Williams               | 82,8                          | 20                            |
| 3                             | Ashleigh Barty                | 81,6                          | 14                            |
| 4                             | Jennifer Brady                | 79,7                          | 28                            |
| 5                             | Madison Keys                  | 79,4                          | 13                            |
| 6                             | Karolína Plíšková             | 79,1                          | 22                            |
| 7                             | Kristýna Plíšková             | 78,3                          | 17                            |
| 8                             | Johanna Konta                 | 77,8                          | 17                            |
| 9                             | Elena Rybakina                | 76,9                          | 39                            |
| 10                            | Petra Kvitová                 | 75,8                          | 26                            |

| Games de devolução conquistados | Games de devolução conquistados | Games de devolução conquistados | Games de devolução conquistados |
| #                               | Jogadora                        | %                               | Jogos                           |
| ------------------------------- | ------------------------------- | ------------------------------- | ------------------------------- |
| 1                               | Nadia Podoroska                 | 51,6                            | 19                              |
| 2                               | Simona Halep                    | 51,4                            | 26                              |
| 3                               | Iga Świątek                     | 50,3                            | 18                              |
| 4                               | Patricia Maria Țig              | 48,7                            | 16                              |
| 5                               | Anna Karolína Schmiedlová       | 47,3                            | 14                              |
| 6                               | Madison Brengle                 | 46,1                            | 12                              |
| 7                               | Jeļena Ostapenko                | 45,3                            | 15                              |
| 8                               | Victoria Azarenka               | 45,1                            | 24                              |
| 9                               | Fiona Ferro                     | 43,9                            | 15                              |
| 10                              | Daria Kasatkina                 | 43,5                            | 20                              |

| Break points salvos | Break points salvos | Break points salvos | Break points salvos |
| #                   | Jogadora            | %                   | Jogos               |
| ------------------- | ------------------- | ------------------- | ------------------- |
| 1                   | Naomi Osaka         | 70,8                | 18                  |
| 2                   | Serena Williams     | 70,1                | 20                  |
| 3                   | Karolína Plíšková   | 66,2                | 22                  |
| 4                   | Ashleigh Barty      | 65,9                | 14                  |
| 5                   | Kristýna Plíšková   | 65,5                | 17                  |
| 6                   | Petra Martić        | 64,6                | 25                  |
| 7                   | Sofia Kenin         | 62,4                | 31                  |
| 8                   | Jennifer Brady      | 62,3                | 28                  |
| 9                   | Elena Rybakina      | 62,3                | 39                  |
| 10                  | Angelique Kerber    | 61,6                | 13                  |

| Break points convertidos | Break points convertidos | Break points convertidos | Break points convertidos |
| #                        | Jogadora                 | %                        | Jogos                    |
| ------------------------ | ------------------------ | ------------------------ | ------------------------ |
| 1                        | Patricia Maria Țig       | 58,8                     | 16                       |
| 2                        | Belinda Bencic           | 54,7                     | 14                       |
| 3                        | Kateřina Siniaková       | 54,0                     | 20                       |
| 4                        | Svetlana Kuznetsova      | 53,7                     | 14                       |
| 5                        | Anett Kontaveit          | 53,6                     | 31                       |
| 6                        | Jeļena Ostapenko         | 53,5                     | 15                       |
| 7                        | Ashleigh Barty           | 53,4                     | 14                       |
| 8                        | Cori Gauff               | 53,3                     | 18                       |
| 9                        | Vera Zvonareva           | 52,4                     | 12                       |
| 10                       | Angelique Kerber         | 52,3                     | 13                       |

### Vitórias
Ao final da temporada. Chaves principais em simples.
| Em todos os pisos | Em todos os pisos | Em todos os pisos | Em todos os pisos |
| #                 | Jogadora          | Vitórias          | Derrotas          |
| ----------------- | ----------------- | ----------------- | ----------------- |
| 1                 | Elise Mertens     | 34                | 13                |
| 2                 | Aryna Sabalenka   | 29                | 10                |
| 2                 | Elena Rybakina    | 29                | 10                |
| 4                 | Sofia Kenin       | 24                | 9                 |
| 5                 | Simona Halep      | 23                | 3                 |

| No piso duro | No piso duro    | No piso duro | No piso duro |
| #            | Jogadora        | Vitórias     | Derrotas     |
| ------------ | --------------- | ------------ | ------------ |
| 1            | Elise Mertens   | 25           | 9            |
| 2            | Aryna Sabalenka | 23           | 7            |
| 3            | Elena Rybakina  | 22           | 7            |
| 4            | Jennifer Brady  | 19           | 8            |
| 5            | Sofia Kenin     | 18           | 7            |
| 5            | Maria Sakkari   | 18           | 9            |
| 5            | Ons Jabeur      | 18           | 9            |

| No saibro | No saibro        | No saibro | No saibro |
| #         | Jogadora         | Vitórias  | Derrotas  |
| --------- | ---------------- | --------- | --------- |
| 1         | Simona Halep     | 13        | 1         |
| 2         | Elina Svitolina  | 10        | 2         |
| 3         | Elise Mertens    | 9         | 4         |
| 4         | Fiona Ferro      | 8         | 1         |
| 4         | Eugenie Bouchard | 8         | 3         |
| 4         | Laura Siegemund  | 8         | 3         |

| Na grama                                | Na grama | Na grama | Na grama |
| #                                       | Jogadora | Vitórias | Derrotas |
| --------------------------------------- | -------- | -------- | -------- |
| Não ocorreram torneios na grama em 2020 |          |          |          |

| Em três sets | Em três sets     | Em três sets | Em três sets |
| #            | Jogadora         | Vitórias     | Derrotas     |
| ------------ | ---------------- | ------------ | ------------ |
| 1            | Aryna Sabalenka  | 11           | 5            |
| 2            | Sofia Kenin      | 10           | 3            |
| 2            | Garbiñe Muguruza | 10           | 5            |
| 4            | Naomi Osaka      | 9            | 1            |
| 4            | Elena Rybakina   | 9            | 5            |

| Tiebreaks | Tiebreaks            | Tiebreaks | Tiebreaks |
| #         | Jogadora             | Vencidos  | Perdidos  |
| --------- | -------------------- | --------- | --------- |
| 1         | Maria Sakkari        | 9         | 1         |
| 2         | Elena Rybakina       | 8         | 6         |
| 2         | Sofia Kenin          | 8         | 6         |
| 4         | Camila Giorgi        | 7         | 0         |
| 4         | Garbiñe Muguruza     | 7         | 0         |
| 4         | Veronika Kudermetova | 7         | 1         |
| 4         | Petra Martić         | 7         | 3         |

| \| Contra oponentes do Top 10 \| Contra oponentes do Top 10 \| Contra oponentes do Top 10 \| Contra oponentes do Top 10 \| \| # \| Jogadora \| Vitórias \| Derrotas \| \| -------------------------- \| -------------------------- \| -------------------------- \| -------------------------- \| \| 1 \| Garbiñe Muguruza \| 3 \| 2 \| \| 1 \| Jeļena Ostapenko \| 3 \| 2 \| \| 1 \| Maria Sakkari \| 3 \| 3 \| |                  |          |          |
| Contra oponentes do Top 10 |                  |          |          |
| # | Jogadora         | Vitórias | Derrotas |
| 1 | Garbiñe Muguruza | 3        | 2        |
| 1 | Jeļena Ostapenko | 3        | 2        |
| 1 | Maria Sakkari    | 3        | 3        |

## Rankings
Estes são os rankings das 20 melhores jogadoras em simples e duplas. Como o calendário foi reduzido e o WTA Finals não ocorreu, não haverá os rankings das corridas (Porsche Race to Shenzhen). Já os rankings finais contemplam toda a temporada; são os da primeira segunda-feira após o último torneio informado nesta página.
Em março, quando a programação foi suspensa, a WTA congelou os rankings, fazendo com que as atletas não perdessem os pontos que conquistaram um ano antes, a partir daquele momento. Em julho, com a volta parcial das competição, o método no cálculo mudou, levando em conta os melhores resultados dos últimos 22 meses (88 semanas). Espera-se voltar ao método tradicional, das últimas 52 semanas, ao final de 2021.

### Simples
| Ranking final de simples (16 de novembro de 2020) | Ranking final de simples (16 de novembro de 2020) | Ranking final de simples (16 de novembro de 2020) | Ranking final de simples (16 de novembro de 2020) | Ranking final de simples (16 de novembro de 2020) | Ranking final de simples (16 de novembro de 2020) | Ranking final de simples (16 de novembro de 2020) | Ranking final de simples (16 de novembro de 2020) | Ranking final de simples (16 de novembro de 2020) |
| Pos.                                              | Jogadora                                          | Idade                                             | Pontos                                            | Torneios                                          | Pos. '19                                          | Maior                                             | Menor                                             | Variação                                          |
| ------------------------------------------------- | ------------------------------------------------- | ------------------------------------------------- | ------------------------------------------------- | ------------------------------------------------- | ------------------------------------------------- | ------------------------------------------------- | ------------------------------------------------- | ------------------------------------------------- |
| 1ª                                                | Ashleigh Barty                                    | 24                                                | 8.717                                             | 17                                                | 1                                                 | 1                                                 | 1                                                 | Estável                                           |
| 2ª                                                | Simona Halep                                      | 29                                                | 7.255                                             | 17                                                | 4                                                 | 2                                                 | 4                                                 | 2                                                 |
| 3ª                                                | Naomi Osaka                                       | 23                                                | 5.780                                             | 16                                                | 3                                                 | 3                                                 | 10                                                | Estável                                           |
| 4ª                                                | Sofia Kenin                                       | 22                                                | 5.760                                             | 25                                                | 14                                                | 4                                                 | 15                                                | 10                                                |
| 5ª                                                | Elina Svitolina                                   | 26                                                | 5.260                                             | 26                                                | 6                                                 | 4                                                 | 7                                                 | 1                                                 |
| 6ª                                                | Karolína Plíšková                                 | 28                                                | 5.205                                             | 21                                                | 2                                                 | 2                                                 | 6                                                 | 4                                                 |
| 7ª                                                | Bianca Andreescu                                  | 20                                                | 4.555                                             | 10                                                | 5                                                 | 4                                                 | 7                                                 | 2                                                 |
| 8ª                                                | Petra Kvitová                                     | 30                                                | 4.516                                             | 16                                                | 7                                                 | 7                                                 | 12                                                | 1                                                 |
| 9ª                                                | Kiki Bertens                                      | 28                                                | 4.505                                             | 26                                                | 9                                                 | 6                                                 | 10                                                | Estável                                           |
| 10ª                                               | Aryna Sabalenka                                   | 22                                                | 4.220                                             | 27                                                | 11                                                | 10                                                | 13                                                | 1                                                 |
| 11ª                                               | Serena Williams                                   | 39                                                | 4.080                                             | 13                                                | 10                                                | 8                                                 | 11                                                | 1                                                 |
| 12ª                                               | Belinda Bencic                                    | 23                                                | 4.010                                             | 25                                                | 8                                                 | 4                                                 | 12                                                | 4                                                 |
| 13ª                                               | Victoria Azarenka                                 | 31                                                | 3.426                                             | 18                                                | 50                                                | 13                                                | 59                                                | 37                                                |
| 14ª                                               | Johanna Konta                                     | 29                                                | 3.152                                             | 18                                                | 12                                                | 12                                                | 16                                                | 12                                                |
| 15ª                                               | Garbiñe Muguruza                                  | 27                                                | 3.016                                             | 17                                                | 35                                                | 15                                                | 35                                                | 20                                                |
| 16ª                                               | Madison Keys                                      | 25                                                | 2.962                                             | 16                                                | 13                                                | 11                                                | 16                                                | 3                                                 |
| 17ª                                               | Iga Świątek                                       | 19                                                | 2.960                                             | 16                                                | 60                                                | 17                                                | 59                                                | 43                                                |
| 18ª                                               | Petra Martić                                      | 29                                                | 2.850                                             | 24                                                | 15                                                | 14                                                | 18                                                | 3                                                 |
| 19ª                                               | Elena Rybakina                                    | 21                                                | 2.696                                             | 29                                                | 36                                                | 17                                                | 36                                                | 17                                                |
| 20ª                                               | Elise Mertens                                     | 24                                                | 2.650                                             | 30                                                | 17                                                | 17                                                | 23                                                | 3                                                 |

#### Número 1 do mundo
| Jogadora       | Ganhou o posto | Perdeu o posto |
| -------------- | -------------- | -------------- |
| Ashleigh Barty | antes de 2020  | depois de 2020 |

### Duplas
| Ranking final de duplas (16 de novembro de 2020) | Ranking final de duplas (16 de novembro de 2020) | Ranking final de duplas (16 de novembro de 2020) | Ranking final de duplas (16 de novembro de 2020) | Ranking final de duplas (16 de novembro de 2020) | Ranking final de duplas (16 de novembro de 2020) | Ranking final de duplas (16 de novembro de 2020) | Ranking final de duplas (16 de novembro de 2020) | Ranking final de duplas (16 de novembro de 2020) |
| Pos.                                             | Jogadora                                         | Idade                                            | Pontos                                           | Torneios                                         | Pos. '19                                         | Maior                                            | Menor                                            | Variação                                         |
| ------------------------------------------------ | ------------------------------------------------ | ------------------------------------------------ | ------------------------------------------------ | ------------------------------------------------ | ------------------------------------------------ | ------------------------------------------------ | ------------------------------------------------ | ------------------------------------------------ |
| 1ª                                               | Hsieh Su-wei                                     | 34                                               | 9.010                                            | 19                                               | 4                                                | 1                                                | 4                                                | 3                                                |
| 2ª                                               | Barbora Strýcová                                 | 34                                               | 8.945                                            | 19                                               | 1                                                | 1                                                | 4                                                | 1                                                |
| 3ª                                               | Kristina Mladenovic                              | 27                                               | 8.115                                            | 13                                               | 2                                                | 1                                                | 3                                                | 1                                                |
| 4ª                                               | Tímea Babos                                      | 27                                               | 7.955                                            | 14                                               | 3                                                | 2                                                | 4                                                | 1                                                |
| 5ª                                               | Aryna Sabalenka                                  | 22                                               | 7.575                                            | 17                                               | 5                                                | 5                                                | 5                                                | Estável                                          |
| 6ª                                               | Elise Mertens                                    | 24                                               | 7.490                                            | 16                                               | 6                                                | 6                                                | 6                                                | Estável                                          |
| 7ª                                               | Barbora Krejčíková                               | 24                                               | 5.955                                            | 16                                               | 13                                               | 7                                                | 14                                               | 6                                                |
| 8ª                                               | Kateřina Siniaková                               | 24                                               | 5.865                                            | 20                                               | 7                                                | 7                                                | 10                                               | 1                                                |
| 9ª                                               | Xu Yifan                                         | 32                                               | 5.820                                            | 22                                               | 8                                                | 7                                                | 10                                               | 1                                                |
| 10ª                                              | Gabriela Dabrowski                               | 28                                               | 5.675                                            | 26                                               | 8                                                | 7                                                | 10                                               | 2                                                |
| 11ª                                              | Nicole Melichar                                  | 27                                               | 4.730                                            | 28                                               | 20                                               | 11                                               | 20                                               | 9                                                |
| 12ª                                              | Demi Schuurs                                     | 27                                               | 4.730                                            | 24                                               | 14                                               | 11                                               | 14                                               | 2                                                |
| 13ª                                              | Anna-Lena Grönefeld                              | 35                                               | 4.495                                            | 17                                               | 11                                               | 11                                               | 13                                               | 2                                                |
| 14ª                                              | Ashleigh Barty                                   | 24                                               | 4.060                                            | 12                                               | 18                                               | 13                                               | 19                                               | 4                                                |
| 15ª                                              | Chan Hao-ching                                   | 27                                               | 3.905                                            | 21                                               | 15                                               | 12                                               | 15                                               | Estável                                          |
| 15ª                                              | Latisha Chan                                     | 31                                               | 3.905                                            | 21                                               | 15                                               | 12                                               | 15                                               | Estável                                          |
| 17ª                                              | Květa Peschke                                    | 45                                               | 3.820                                            | 24                                               | 21                                               | 17                                               | 24                                               | 4                                                |
| 18ª                                              | Duan Yingying                                    | 31                                               | 3.810                                            | 24                                               | 17                                               | 16                                               | 18                                               | 1                                                |
| 19ª                                              | Jeļena Ostapenko                                 | 23                                               | 3.680                                            | 18                                               | 22                                               | 17                                               | 23                                               | 3                                                |
| 20ª                                              | Bethanie Mattek-Sands                            | 35                                               | 3.640                                            | 16                                               | 24                                               | 19                                               | 25                                               | 4                                                |

#### Número 1 do mundo
| Jogadora            | Ganhou o posto | Perdeu o posto |
| ------------------- | -------------- | -------------- |
| Barbora Strýcová    | antes de 2020  | 02/02/2020     |
| Hsieh Su-wei        | 03/02/2020     | 23/02/2020     |
| Kristina Mladenovic | 24/02/2020     | 01/03/2020     |
| Hsieh Su-wei        | 02/03/2020     | depois de 2020 |

## Distribuição de pontos
A distribuição de pontos para a temporada de 2020 foi definida:
Como não houve WTA Finals e torneios Premier Mandatory neste ano, as linhas referentes a eles foram removidas.
| Categoria                    | T    | F    | SF  | QF  | R16 | R32 | R64 | R128 | Q  | Q3 | Q2 | Q1 |
| ---------------------------- | ---- | ---- | --- | --- | --- | --- | --- | ---- | -- | -- | -- | -- |
| Grand Slam (S)               | 2000 | 1300 | 780 | 430 | 240 | 130 | 70  | 10   | 40 | 30 | 20 | 2  |
| Grand Slam (D)               | 2000 | 1300 | 780 | 430 | 240 | 130 | 10  | –    | –  | –  | –  | –  |
| WTA Premier 5 (56S, 64Q)     | 900  | 585  | 350 | 190 | 105 | 60  | 1   | –    | 30 | 22 | 15 | 1  |
| WTA Premier 5 (56S, 48/32Q)  | 900  | 585  | 350 | 190 | 105 | 60  | 1   | –    | 30 | –  | 20 | 1  |
| WTA Premier 5 (28D)          | 900  | 585  | 350 | 190 | 105 | 1   | –   | –    | –  | –  | –  | –  |
| WTA Premier 5 (16D)          | 900  | 585  | 350 | 190 | 1   | –   | –   | –    | –  | –  | –  | –  |
| WTA Premier (56S)            | 470  | 305  | 185 | 100 | 55  | 30  | 1   | –    | 25 | –  | 13 | 1  |
| WTA Premier (32S)            | 470  | 305  | 185 | 100 | 55  | 1   | –   | –    | 25 | 18 | 13 | 1  |
| WTA Premier (16D)            | 470  | 305  | 185 | 100 | 1   | –   | –   | –    | –  | –  | –  | –  |
| WTA International (32S, 32Q) | 280  | 180  | 110 | 60  | 30  | 1   | –   | –    | 18 | 14 | 10 | 1  |
| WTA International (32S, 16Q) | 280  | 180  | 110 | 60  | 30  | 1   | –   | –    | 18 | –  | 12 | 1  |
| WTA International (16D)      | 280  | 180  | 110 | 60  | 1   | –   | –   | –    | –  | –  | –  | –  |

## Aposentadorias e retornos
Notáveis tenistas (campeãs de pelo menos um torneio do circuito WTA e/ou top 100 no ranking de simples ou duplas por pelo menos uma semana) que anunciaram o fim de suas carreiras profissionais ou que, já aposentadas, retornaram ao circuito durante a temporada de 2020:

### Aposentadorias
Legenda:
- (V) vencedora; (F) finalista; (SF) semifinalista: (QF) quadrifinalista; (#R) derrotada na #ª fase da chave principal; (Q#) derrotada na #ª fase do qualificatório;

- (AO) Australian Open; (RG) Roland Garros; (WC) Wimbledon; (USO) US Open;

- (S) simples; (D) duplas; (DM) duplas mistas.

| 95ª | S | 13/05/2013 |

| 1R | AO  | 2014 | S |
| 1R | WC  | 2013 | S |
| 1R | USO | 2013 | S |

| 84ª | S | 22/08/2005 |
| 13ª | D | 11/11/2002 |

| 1 | D |

| SF | RG | 2002 | D |

| 9ª  | S | 20/08/2018 |
| 12ª | D | 22/08/2016 |

| 7 | S |
| 5 | D |

| F | RG | 2014 | DM |

| 24ª | S | 29/07/2013 |
| 74ª | D | 21/05/2012 |

| 4R | RG | 2013 | S |

| 45ª | S | 19/09/2016 |
| 20ª | D | 30/10/2017 |

| 2  | S |
| 14 | D |

| SF | RG | 2019 | D |

| 8ª | S | 06/04/2015 |
| 1ª | D | 11/06/2018 |

| 3  | S  |
| 15 | D  |
| 1  | DM |

| V | RG   | 2013 | D  |
| V | WC   | 2017 | D  |
| V | USO  | 2012 | DM |
| V | 2014 | D    |    |

| 19ª | S | 10/05/2010 |
| 4ª  | D | 05/07/2010 |

| 5  | S |
| 21 | D |

| SF | AO  | 2018 2019 | DM |
| SF | RG  | 2010 2012 | D  |
| SF | WC  | 2017      | DM |
| SF | USO | 2012      | D  |

| 52ª | D | 13/05/2019 |

| 2 | D |

| 2R | AO             | 2008 2009 | S |
| 2R | 2016 2018 2019 | D         |   |
| 2R | 2008 2019      | DM        |   |
| 2R | USO            | 2008      | S |

| 95ª | D | 25/09/2017 |

| 1R | AO | 2014 | D |

| 32ª | S | 10/06/2013 |

| 1 | D |

| 3R | AO | 2012 | S |

| 40ª | S | 21/07/2008 |
| 89ª | D | 30/04/2012 |

| 4 | S |

| 4R | RG | 2014 | S |

| 43ª | S | 19/10/2015 |

| 2 | S |

| 2R | RG | 2014 2015 2016 | S |

| 17ª | S | 05/03/2018 |
| 50ª | D | 06/06/2011 |

| 4 | S |
| 1 | D |

| SF | WC   | 2017 | S |
| SF | 2014 | D    |   |

| 1ª  | S | 22/08/2005 |
| 41ª | D | 14/06/2004 |

| 36 | S |
| 3  | D |

| V | AO  | 2008      | S |
| V | RG  | 2012 2014 | S |
| V | WC  | 2004      | S |
| V | USO | 2006      | S |

| 54ª | S | 21/05/2012 |
| 39ª | D | 28/04/2014 |

| 1 | D |

| QF | AO | 2013 2014 | D |
| QF | RG | 2015      | D |

| 50ª | S | 08/10/2012 |
| 59ª | D | 21/05/2012 |

| 1 | D |

| 4R | USO | 2012 | S |

| 1ª  | S | 11/10/2010 |
| 52ª | D | 14/09/2009 |

| 30 | S |
| 2  | D |

| V | AO | 2018 | S |

### Retornos
Legenda:
- (V) vencedora; (F) finalista; (SF) semifinalista: (QF) quadrifinalista; (#R) derrotada na #ª fase da chave principal; (Q#) derrotada na #ª fase do qualificatório;

- (AO) Australian Open; (RG) Roland Garros; (WC) Wimbledon; (USO) US Open;

- (S) simples; (D) duplas; (DM) duplas mistas.

| 1ª | S | 11/08/2003 |
| 1ª | D | 04/08/2003 |

| 41 | S |
| 11 | D |

| V | AO  | 2011           | S |
| V | RG  | 2003           | D |
| V | WC  | 2003           | D |
| V | USO | 2005 2009 2010 | S |

## Prêmios
Os vencedores do WTA Awards de 2020 foram anunciados entre 2 e 8 de dezembro.
- Jogadora do ano:  Sofia Kenin;
- Dupla do ano:  Tímea Babos /  Kristina Mladenovic;
- Jogadora que mais evoluiu:  Iga Świątek;
- Revelação do ano:  Nadia Podoroska;
- Retorno do ano:  Victoria Azarenka;
- Treinador do ano:  Piotr Sierzputowski ( Iga Świątek).

- Peachy Kellmeyer Player Service:  Kristie Ahn,  Gabriela Dabrowski, ,  Johanna Konta,  Aleksandra Krunić,  Christina McHale,  Kristina Mladenovic,  Anastasia Pavlyuchenkova,  Sloane Stephens e  Donna Vekić (empate);
- Esportividade Karen Krantzcke:  Marie Bouzková.

Favoritos do torcedor:
- Jogadora:  Iga Świątek;

- Jogada do ano:  Magda Linette na 2ª fase do WTA de Hua Hin;
- Jogo do ano:  Simona Halep vs.  Elena Rybakina, pela final do Dubai;
- Jogo do Grand Slam do ano:  Victoria Azarenka vs.  Serena Williams, pelas semifinais do US Open.